# John D. Julian
John Julian (27 de enero de 1839 – 23 de enero de 1913) (sin segundo nombre en el certificado de nacimiento) fue un clérigo de la Iglesia Anglicana de Inglaterra, reconocido como el editor del A Dictionary of Hymnology que sigue siendo una referencia común para los estudiosos de los himnos y de la himnología. Su propia estimación era que había 400.000 himnos, en el ámbito de su campo elegido; y sus corresponsales para sus investigaciones, más de 1000.

## Biografía
En 1887, Julian se graduó por la Universidad de Durham con un MA. Fue galardonado con un grado de Lambeth (DD (doctorado en Divinidad) 1894) y un grado honorario por la Howard University, Washington D. C. (LL.D. 1894).
Fue vicario de Topcliffe, Yorkshire, y más tarde vicario de Wincobank. En noviembre de 1901 fue designado prebendario de la Church Fenton en York Minster. Más tarde fue canónigo de York.
También escribió Concerning Hymns (1874), History of the Use of Hymns in Public Worship, and Their Proper Characteristics (1894), y Carols, Ancient and Modern (1900).